# Batalla de Abukir (1801)
La batalla de Abukir del 8 de marzo de 1801 fue la segunda batalla de las Guerras Revolucionarias Francesas disputada en la ciudad de Abu Qir (Egipto), en la costa mediterránea, cerca del Delta del Nilo. 
El desembarco de la fuerza expedicionaria británica dependiente de Sir Ralph Abercromby pretendía derrotar o debilitar a cerca de 21 000 soldados franceses bajo el mando de Napoleón. La flota, comandada por George Elphinstone incluía siete navíos de línea, cinco fragatas y una docena de corbetas armadas que escoltaban a los transportes.
Bajo las órdenes del general Friant, 2 000 soldados franceses y diez cañones defendieron la ciudadela del ataque británico. Este fue un desembarco en la playa, con barcas que transportaban a 50 hombres cada una. Los británicos, armados con bayonetas y otras armas aseguraron sus posiciones frente a los franceses. Esta acción fue el preludio de lo que días más tarde se convirtió en la batalla de Alejandría. Aunque los británicos perdieron 130 hombres y tuvieron más de 500 heridos, lo consideraron una victoria táctica frente a Francia, que perdió 300 hombres y ocho de sus diez piezas de cañón.
Los británicos avanzarían en Egipto, tomando Rosetta el 19 de abril, el 28 de junio El Cairo y el 2 de septiembre Alejandría.